# Carina (Osečina)
Pour les articles homonymes, voir Carina.
Carina (en serbe cyrillique : Царина) est un village de Serbie situé dans la municipalité d’Osečina, district de Kolubara. Au recensement de 2011, il comptait 535 habitants.

## Démographie
| 1948  | 1953  | 1961  | 1971  | 1981 | 1991 | 2002 | 2011 |
| ----- | ----- | ----- | ----- | ---- | ---- | ---- | ---- |
| 1 359 | 1 349 | 1 353 | 1 079 | 935  | 778  | 654  | 535  |

|  |